# Terje Nordgarden (album)
Terje Nordgarden è il primo album del cantautore norvegese Terje Nordgarden. L'album è stato prodotto da Paolo Benvegnù e pubblicato nel 2003 per la Stoutmusic di Firenze.

## Tracce
1. Winter Mourning – 5:54
2. The Last Song – 5:37
3. All Yr Notes – 5:02
4. Something Else in Mind – 5:10
5. Even Now – 4:53
6. Nothing Comes that Easy – 3:50
7. 2nd Flight – 4:35
8. Song for Drake – 3:05
9. This Time – 6:55
10. Sometimes – 4:50
11. These Memories – 5:28
12. Coming Back Home – 7:10
13. Paint You a Picture – 5:56